# Saint-Pierre-de-la-Fage
Saint-Pierre-de-la-Fage é uma comuna francesa na região administrativa de Occitânia, no departamento de Hérault. Estende-se por uma área de 18,6 km². Em 2010 a comuna tinha 133 habitantes (densidade: 7,2 hab./km²).